# Diecezja Crookston

Diecezja Crookston (łac. Dioecesis Crookstoniensis, ang. Diocese of Crookston) jest diecezją Kościoła rzymskokatolickiego w północnej części stanu Minnesota.

## Historia
Diecezja została kanonicznie erygowana 31 grudnia 1909 roku przez papieża Piusa X. Wyodrębniono ją z terenów ówczesnej archidiecezji Saint Paul. Pierwszym ordynariuszem został miejscowy kapłan Timothy J. Corbett (1858-1939). W chwili ustanowienia diecezja miała 34 kapłanów (19 diecezjalnych i 15 zakonnych), 52 kościoły, 12 stacji, 4 kaplice. Wiernych było wówczas 21 147. Budowa pierwotnej katedry została ukończona w roku 1912. Obecną katedrę wybudowano w roku 1991.

## Ordynariusze
- Timothy J. Corbett (1910–1938)
- John Hubert Peschges (1938–1944)
- Francis Joseph Schenk (1945–1960)
- Lawrence Alexander Glenn (1960–1970)
- Kenneth Joseph Povish (1970–1975)
- Victor Herman Balke (1976–2007)
- Michael Hoeppner (2007–2021)
- Andrew Cozzens (od 2021)